# Zarubiło
Zarubiło (ros. Зарубило) – debiutancki album studyjny białoruskiego zespołu punk rockowego Daj Darogu!, wydany w 1999 roku. Płyta została zapisana w czerwcu 1999 roku w brzeskim studiu „Green House studio”. Część utworów została wydanych uprzednio jesienią 1998 roku na albumie demo o tej samej nazwie.

## Lista utworów
| Nr  | Tytuł utworu                | Oryginalna pisownia tytułu | Długość |
| --- | --------------------------- | -------------------------- | ------- |
| 1.  | „Daj darogu!”               | «Дай дарогу!»              | 2:44    |
| 2.  | „Samounicztożenije”         | «Самоуничтожение»          | 2:01    |
| 3.  | „S goriem popołam”          | «С горем пополам»          | 2:10    |
| 4.  | „Bytowucha”                 | «Бытовуха»                 | 3:27    |
| 5.  | „Amierikanskaja tragiedija” | «Американская трагедия»    | 2:50    |
| 6.  | „Mary Jane”                 |                            | 2:14    |
| 7.  | „Pod pistoletom”            | «Под пистолетом»           | 1:52    |
| 8.  | „Piensionnyj suicyd”        | «Пенсионный суицид»        | 2:33    |
| 9.  | „Sex, Drugs & Rock'n'Roll”  |                            | 2:37    |
| 10. | „Mama na rabotie”           | «Мама на работе»           | 2:46    |
| 11. | „Jechali my, jechali”       | «Ехали мы, ехали»          | 1:59    |
| 12. | „Siemja urodow”             | «Семья уродов»             | 2:25    |
| 13. | „Strojka”                   | «Стройка»                  | 2:37    |
| 14. | „Suka”                      | «Сука»                     | 2:43    |
| 15. | „Plennyje rumyny”           | «Пленные румыны»           | 3:10    |
| 16. | „Na kolosach”               | «На колёсах»               | 3:17    |
|     |                             |                            | 41:25   |

## Twórcy
- Juryj Stylski – wokal, gitara, muzyka i teksty
- Wasil Kapyłau – wokal, muzyka i teksty
- Kirył Skamin – gitara basowa
- Aleh Fiadotkin, Anatol Tadorski – perkusja
- Anatol Charytonau – technik dźwięku[3]